# Tremoctopus gelatus
Espèce
Statut de conservation UICN

 LC  : Préoccupation mineure
Tremoctopus gelatus est une espèce de pieuvres appartenant à la famille des Tremoctopodidae. Il est transparent et vit dans les océans entre 200 et 1000 mètres de profondeur. Il mesure environ 33cm. C'est une espèce rare dont on ne sait que peu de choses.